# Washington Consensus
Washington Consensus är ett begrepp som bland annat förekommer i den politiska, ekonomiska och statsvetenskapliga debatten. Begreppets upphovsman var den engelske ekonomen  John Williamson och han avsåg med detta det standardrecept som Washington-baserade institutioner såsom Internationella Valutafonden (IMF) och Världsbanken regelmässigt gav till fattiga länder då dessa råkat i ekonomiska svårigheter.

## Kritik
En stor del av kritiken har fokuserat på handelsliberalisering och kravet att ta bort subventioner. I länder med mycket naturresurser har kritiker också i hög grad vänt sig emot att privata företag skall kunna exploatera dessa naturresurser och även få vinsten därav, utan att folket får del av pengarna och även till skada för naturen. Kritiker såsom Noam Chomsky, Tariq Ali, Susan George och Naomi Klein ser Washington Consensus som ett sätt att öppna fattiga länders arbetsmarknad för exploatering från företag från mer ekonomiskt utvecklade länder. 

### Latinamerika
Den ekonomiska krisen i Argentina har i debatten förklarats som typexempel på ekonomisk kris orsakad av Washington Consensus. Exempelvis attackerade Argentinas före detta utrikesminister Jorge Taiana Washington Consensus i en intervju med stagliga nyhetsbyrån Télam den 16 augusti 2005. 2003 skrev Argentinas och Brasiliens presidenter, Néstor Kirchner och Luiz Inacio Lula da Silva under manifestet "Buenos Aires Consensus", vilket är ett manifest i opposition till Washington Consensus.